# TV 2 (Denemarken)
TV 2 is een Deense televisiezender, eigendom van de staat en gevestigd in Odense, Funen. Het station werd opgericht in 1986 en maakte zijn eerste officiële uitzending in 1988.

## Geschiedenis
Danmarks Radio (DR) was sinds 1949 de enige aanbieder van televisie in Denemarken. Om het monopolie te beëindigen, stemde het Deense parlement op 30 mei 1986 om TV 2 op te richten als tweede publieke omroep. Bij de oprichting in 1986 werd begonnen met experimentele testuitzendingen en vervolgens, twee jaar later, op 1 oktober 1988 begon TV 2 met zijn officiële uitzending, met als eerste programma Danish Symphony dat om 17:00 uur werd uitgezonden, gevolgd door het nieuws om 19:30 uur.
In 1991 overtrof hij DR in kijkcijfers.
Vanaf 1 november 2009 werden alle Deense televisie-uitzendingen digitaal met DVB-T en MPEG4-standaard. Destijds werd het hoofdkanaal van TV 2 niet gecodeerd, maar "TV 2 Echo", "TV 2 Charlie", "TV 2 Fri", "TV 2 News", "TV 2 Sport" en "TV 2 Sport X" zijn kanalen waarvoor een abonnement vereist is. "TV 2 Zulu", dat vanaf 15 oktober 2000 werd uitgezonden, eindigde op 27 maart 2023. Voordat "TV 2 Zulu" op 15 oktober 2000 werd gelanceerd, was de hoofdzender TV 2 de enige televisiezender in Denemarken.
Het hoofdkanaal dat sinds de lancering van het kanaal ongecodeerd werd uitgezonden, werd op 11 januari 2012 gecodeerd waardoor een maandelijks abonnementsgeld van 12,50 Deense kronen vereist is, samen met de aankoop of huur van een decoder. Anno 2025 is het een volledig op abonnementen gebaseerd streamingplatform.

## Zusterkanalen
- TV 2 Echo
- TV 2 Charlie
- TV 2 Fri
- TV 2 News
- TV 2 Sport
- TV 2 Sport X